# فريدريك فيترلين
فريدريك فيترلين (بالدنماركية: Frederik Fetterlein)‏ مواليد 11 يوليو 1970 في الدنمارك، هو لاعب كرة مضرب دانمركي سابق بدأ مسيرته كمحترف سنة 1989 وكان يلعب باليد اليمنى، اعتزل اللعب في 2004. أعلى تصنيف له في الفردي كان المركز الـ 75 في سنة 1995. سبق أن شارك في دورة الألعاب الأولمبية الصيفية.

## روابط خارجية
- فريدريك فيترلين على موقع IMDb (الإنجليزية)

- فريدريك فيترلين على موقع رابطة محترفي التنس (الإنجليزية)
- فريدريك فيترلين على موقع الاتحاد الدولي لكرة المضرب (الإنجليزية)
- فريدريك فيترلين على موقع كأس ديفيز (الإنجليزية)
- فريدريك فيترلين على موقع خلاصة التنس.كوم (الإنجليزية)
- فريدريك فيترلين على موقع أوليمبيديا (الإنجليزية)